# Raquis
Raquis (plural: raquis) (del griego○ ράχις, espinazo, a través de la latinización raquis) es el nombre para la parte axial de numerosas estructuras compuestas en animales, hongos y vegetales.

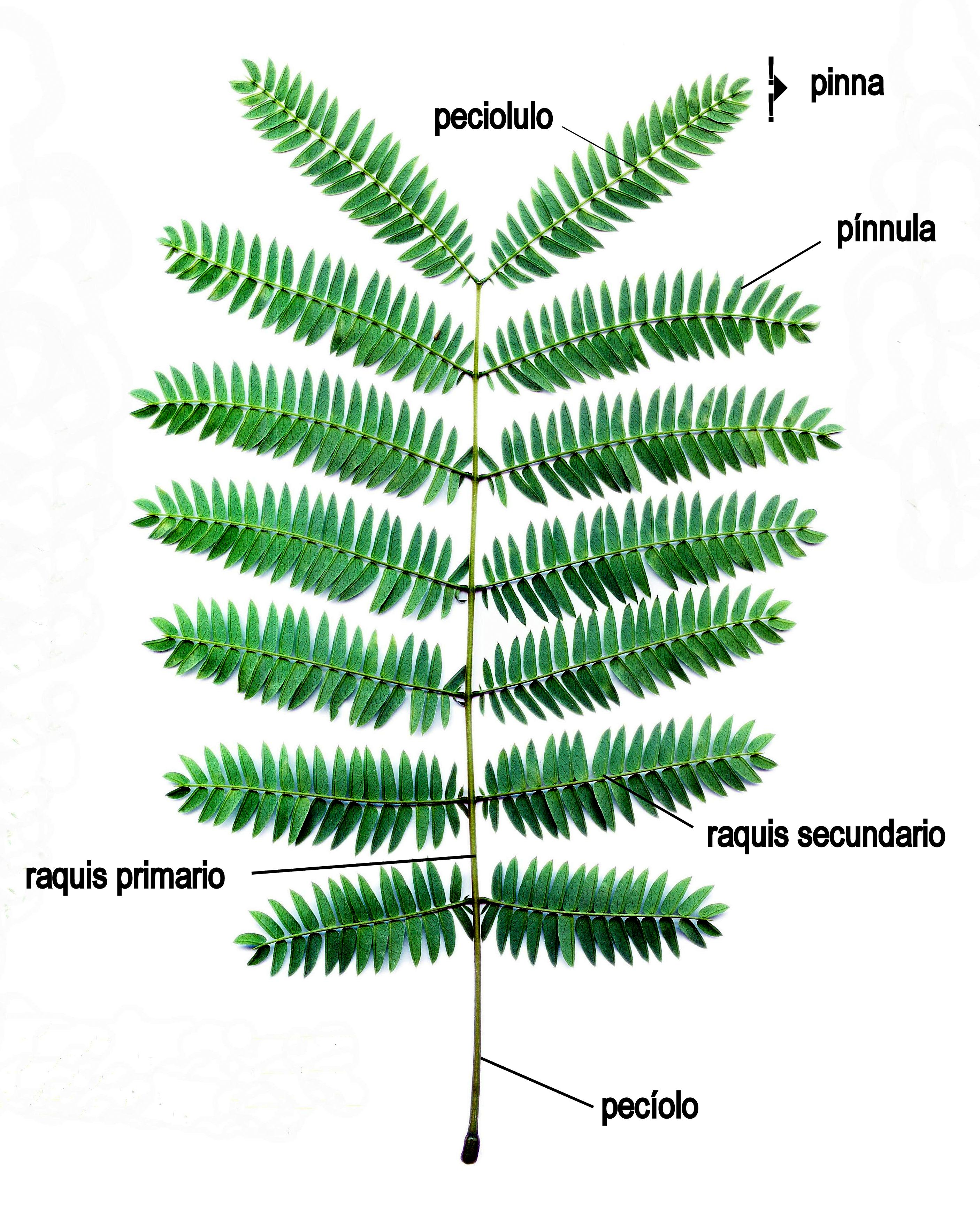
Peciolo, raquis y pinnas.

Carlos Linneo (Philosophia botanica, 1751), denominó raquis al «Receptáculo común donde están sentadas las florecitas que forman la espiga, como el trigo» ,  o sea el eje principal de una inflorescencia de gramínea y por extensión, estructuras lineales que forman el eje principal de una inflorescencia compuesta.
Anteriormente, Teofrasto lo empleó en el sentido que ha perdurado e impera hoy día —aunque también usado en épocas linneanas con este sentido— de «nervio medio de las hojas compuestas, sobre el que se insertan los foliolos, o el de las frondas de los helechos.» En el caso de las hojas compuestas, pueden ser, según su disposición respecto al peciolo de dicha hoja, raquis de primer orden (el que prolonga a dicho peciolo), raquis de segundo orden (los que se insertan sobre el anterior), etc.
Puede en algún momento ser subleñoso, como en las palmeras y los susodichos helechos.